# Gare d’Orangis - Bois de l’Épine
Gare d’'Orangis - Bois de l’Épine vasútállomás és RER állomás Franciaországban, Ris-Orangis településen.

## Vasútvonalak
Az állomást az alábbi vasútvonalak érintik:
- Grigny-Corbeil-Essonnes-vasútvonal

## Kapcsolódó állomások
A vasútállomáshoz az alábbi állomások vannak a legközelebb:
- Gare de Grigny-Centre (Gare de Creil, D RER-vonal)
- Gare d’Évry - Courcouronnes (Gare de Melun, D RER-vonal)

## Lásd még
- Franciaország vasútállomásainak listája
- A RER állomásainak listája